# ヨーグル

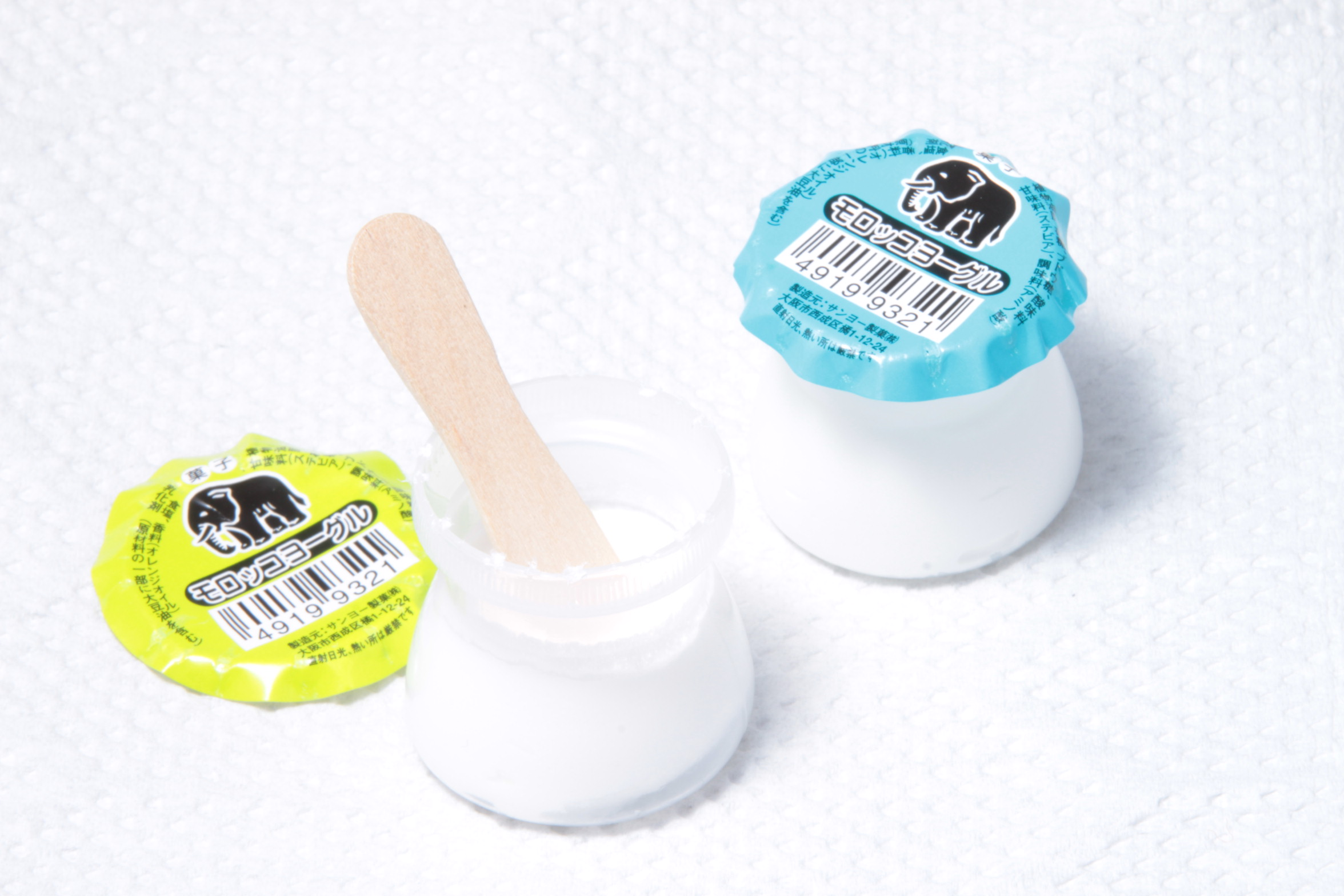
モロッコヨーグル

ヨーグル（英: YŌGULまたはYo-guru）は、植物性油脂（ショートニング）などを混ぜ合わせてクリーム状にしたヨーグルト風味の駄菓子である。フワッとした口溶けの良い食感と、ヨーグルトのような独特の甘酸っぱさが特徴。ヨーグルト瓶を模した小さなプラスチック製の容器に充填されており、付属の木のさじを使って食する。
サンヨー製菓が1961年（昭和36年）に発売した「モロッコフルーツヨーグル」（「モロッコヨーグル」とも呼ばれる）が先駆けとなり、駄菓子屋の定番商品の一つとなった。「モロッコフルーツヨーグル」の人気を受けて十数社が追随して参入したが、次第に淘汰が進み、2021年（令和3年）現在では、ヨーグルを製造販売しているのはサンヨー製菓を含めた数社のみとなっている。

## 概説
開発・製造元は、大阪府大阪市西成区のサンヨー製菓株式会社。先々代社長が、それまでの主力商品だったチョコレート菓子が溶けて売れない夏に向けて、酸味の効いたヨーグルト風味の駄菓子の必要性を思いつき開発したもの。同社の商品は、「モロッコフルーツヨーグル」の商品名で、小売標準価格は1個20円である。なお、サンヨー製菓以外にも、神谷醸造食品、(有)イトウ製菓などがヨーグルを製造している。

## 特徴
ヨーグルトに似た酸味と甘味が特徴。フワッとした口どけの良い食感に加えて、砂糖の粒が残っているような舌触りと、まったりとした風味を感じられる。夏でも溶けず常温で保存可能であるが、冷やすとなお美味しいとも言われる。また、パンやクラッカーに塗って食べても美味である。

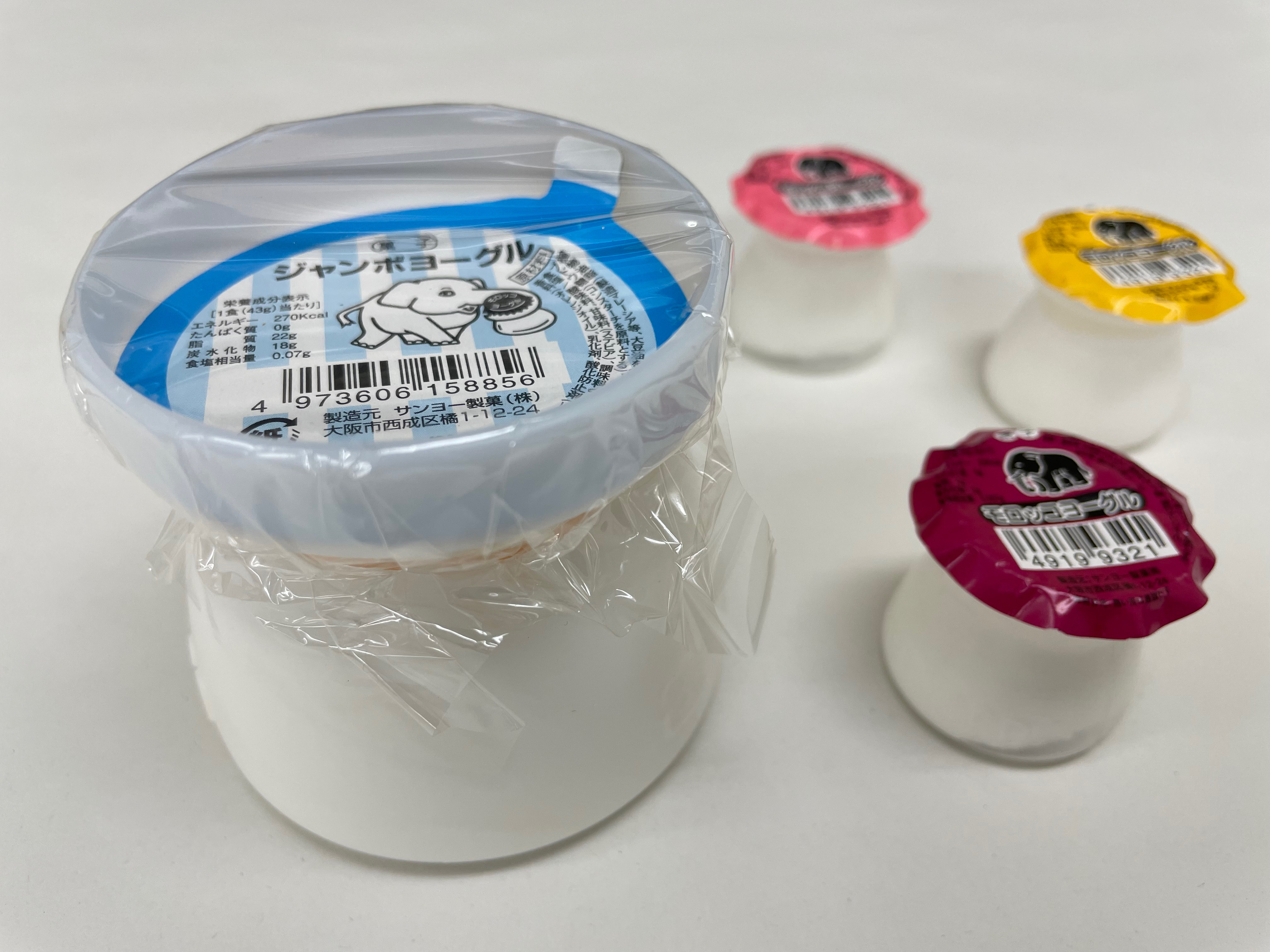
「ジャンボヨーグル」（左）と通常サイズの「モロッコフルーツヨーグル」

容器は直径3センチメートル のプラスチック製で、小さなヨーグルト瓶の形をしている。その中にクリーム状のヨーグルが充填されており、付属の小さな木のさじを使って食する。ただ、「最後まできれいにすくえず、指を使って夢中で食べた」「最後はつい指で容器についたヨーグルをすくって食べたくなる」との声もある。「モロッコフルーツヨーグル」の内容量は4グラムと一口で食べられる量だが、時間をかけて「チマチマ」と食べるのが楽しいとされている。一方で、サンヨー製菓では、「パンに塗って腹一杯食べたい」という熱心なファンの要望に応えて、通常の11倍のサイズの「ジャンボヨーグル」も製造販売している。
「モロッコフルーツヨーグル」のふたは、初期は金と銀の2色だったというが、現在は青・黄・ピンクなどの5色となっている。中身のヨーグルは、ふたの色による違いはなく同じものである。ふたの裏には、表から透けて見えないように薄い文字で「あたり」か「はずれ」と書いてあり、「あたり」の場合はもう1つもらえる。メーカー希望小売価格はオープン価格となっており、実勢価格は20円前後、「ジャンボヨーグル」は200円前後である。

## 歴史
ヨーグルを開発したサンヨー製菓は、1959年（昭和34年）に大阪市西成区で池田製菓として創業した（1961年（昭和36年）に現社名に改称）。創業当時は主にウィスキーボンボンなどを製造していたが、チョコレート菓子は生産性が悪く、また、暑い夏場は流通させることが難しく売り上げが減る傾向にあった。そこで、サンヨー製菓では、子どもたちの食欲の落ちる夏場でも食べやすい商品として、ヨーグルトをイメージした甘酸っぱい菓子の開発に着手した。類似商品がない中、手探りで研究開発し、苦労の末に完成したサンプルを問屋に持ち込んだが、パッケージから中身が何か分かりにくいことや木のさじで食べるという手間がかかることから、ほとんどの問屋からは「こんなものが売れるはずない」と相手にされなかった。なんとか一軒の問屋が取り扱ってくれることになり、まずは東京で発売されることになった。
こうして、1961年（昭和36年）に「モロッコフルーツヨーグル」と名付けて販売を開始した。商品名は、食品表示の問題で「ヨーグルト」と名乗れないことから「ヨーグル」とし、ブルガリアと同じく古くからヨーグルトが愛飲されていたモロッコを冠したとされる。なお、モロッコには生息していないゾウがシンボルに採用されていることについて、「モロッコにもごく希に南のほうからゾウがやってくることがあるから」と説明されたり、「容器の形がゾウの足に似ているから」という説が説得力を持っていて有力と言われたりすることもあるが、サンヨー製菓では「子どもたちに象のようにやさしく、たくましく育ってほしい」との願いを込めたとしている。
発売されると「モロッコフルーツヨーグル」はたちまちヒット商品となり、すぐに大阪も含めて全国に広まっていった。「モロッコフルーツヨーグル」の年間販売数は、最大時で2500万個を数え、サンヨー製菓は、風味をアップさせた「スーパー80」、青りんご風味の「りんご村」（「りんご村」では、ゾウではなくアライグマのイラストとなっている）、蜂蜜とレモンの風味の「はちみつレモン」、「ジャンボヨーグル」などを開発して市場に投入していった。また、8個入りのパックにした「ヨーグルランド」も販売している。他社も類似商品で追随し、最盛期には十数社によって製造販売されていたとされる。
しかし、まちの駄菓子屋が減っていくとともに売り上げは減少し、2018年（平成30年）頃には最盛期の半分以下の約1000万個となっていた。新型コロナウイルスの感染が拡大すると、自粛ムードの中で店を閉める駄菓子屋も多くなり、2021年（令和3年）頃にはさらにその半分程度に販売数が低迷しているという。類似商品で追随した他社も淘汰されていき、2021年（令和3年）時点でヨーグルを製造販売しているのは数社のみとなった。

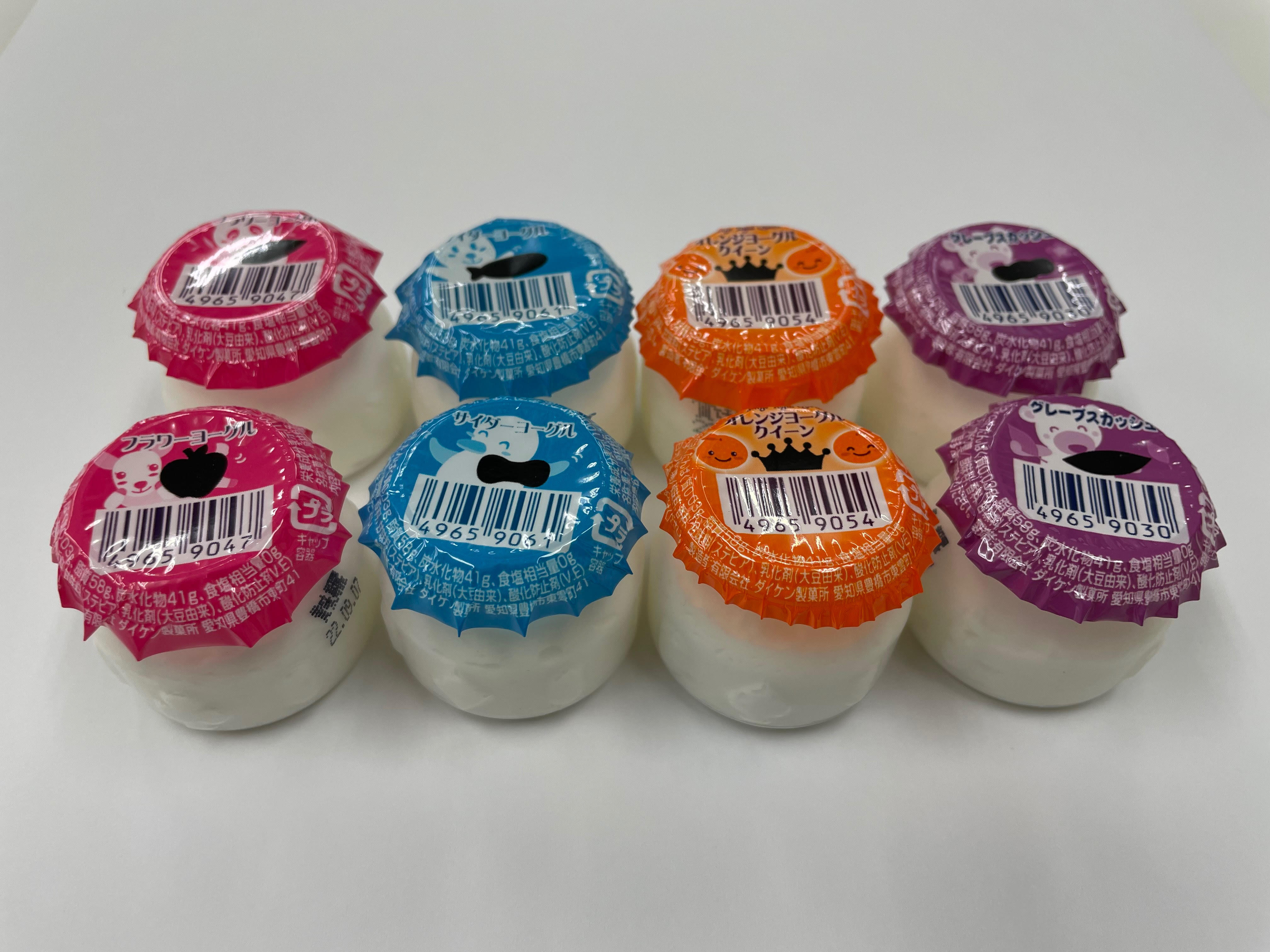
ダイケン製菓所製の「フラワーヨーグル」（左端）など

2021年（令和3年）10月、愛知県豊橋市で「フラワーヨーグル」などを製造販売していたダイケン製菓所が廃業するという情報がTwitterで流れると、同社が製造するヨーグルが販売終了となるという噂とともに拡散し、惜しむ声が相次いだ。同社は、J-CASTニュースの取材に対して、翌2022年（令和4年）2月での廃業は事実としながらも、ヨーグル事業は同県豊田市の神谷醸造食品に事業譲渡し同社で製造販売が継続されるとして、販売終了のうわさを否定した。神谷醸造食品は、「ヨーグルはダイケン製菓所さんと大阪のサンヨー製菓さんの2社しか作られていないので、1社が止めてしまうと世の中からほぼ消えてしまいます。それはもったいないですし、ぜひ弊社でやらせて欲しいとなりました。」と事業譲渡を受けた理由を語っている。2023年（令和5年）現在、神谷醸造食品では旧製造元の名をとって「ダイケンヨーグル」の名称で製造販売している。

## 製造方法
原料のほとんどは植物性油脂（ショートニング）で、ヨーグルトではない。ほかに砂糖（グラニュー糖）やブドウ糖、甘味料、酸味料、塩、香料が使用される。製法としてはホイップクリームと同じであり、原料を空気を含ませるように混ぜ合わせ、約15分撹拌した後、容器に充填する。その上から熱でふたを圧着することで密封する。できたてはふんわりとして滑らかだが、時間の経過とともに砂糖の再結晶化によってザラッとした舌触りになる。
サンヨー製菓では、独特の食感を出すために、2種類の植物性油脂を季節によって割合を変えて使用している。また、甘味料として使用していたサッカリンをステビアに、香料として使用しているオレンジオイルを国産から米国産に変更した以外は、ほとんど原料・製法を変えることなく発売以来の味を守っているという。
完成した「モロッコフルーツヨーグル」は、箱に詰められて出荷される。「モロッコフルーツヨーグル」の箱にはゾウが描かれ、カラフルで目立つものとなっている。発売当初はかなりリアルなゾウのイラストであったが、1974年（昭和49年）に青色のゾウが描かれたものになり、現在のものは三代目で、かなり簡略化されたマンガチックなゾウのイラストに変わっている。

## 評価
昭和後期の子ども文化に詳しいライターの初見健一は、ヨーグルのヒットの要因として、時間をかけてチマチマと食べられることと、ヨーグルト瓶のミニチュアのような容器を採用したことの2点を挙げている。初見によれば、子どもにとって、なけなしの小遣いで買った菓子がひと口で終わってしまうより、あるいは、友だちとおしゃべりしながら食べる際にも、食べにくく食べるのに時間のかかる駄菓子のほうが好まれる。また、ヨーグルが発売された当時、瓶入りのヨーグルトは牛乳配達で一緒に配達されたり給食によく出されたりして見慣れたものであり、初見によれば、子どもは「本物そっくりだけどちっちゃいモノ」を好む習性があることから、ヨーグルト瓶をスケールダウンして再現した容器に入ったヨーグルト風味のヨーグルは、まさにこれにあてはまるものであったとしている。
全国菓子大博覧会において、サンヨー製菓の「リンゴ村」が菓子産業功労賞を、同じくサンヨー製菓の「ジャンボヨーグル」が大臣賞を、ダイケン製菓所のヨーグル5種が会長賞を、それぞれ受賞している。サンヨー製菓のヨーグルは「ほど良い酸味、あと引く甘さ」と評されるのに対して、ダイケン製菓所製は「酸味が少なく、マイルドな仕上がり」とされる。
「モロッコフルーツヨーグル」は、「『天下の台所・大阪』で時代を超えて愛され続ける加工食品」として、大阪府から「大阪産（もん）名品」に認証されている。また、2021年（令和3年）7月には、ローソンが、「大阪産（もん）使用オリジナル商品」の一つとして、「モロッコフルーツヨーグル」入りのクリームを使用した「やわらかフランスパン」を近畿2府4県限定で発売した。
なお、「モロッコフルーツヨーグル」をテーマとした作品に、漫画家のコトヤマによる『だがしかし』の第6かし「モロッコフルーツヨーグル」、作家で脚本家の北阪昌人による「あの日の駄菓子 モロッコヨーグル」がある。